# L'Almadrava
L'Almadrava este o arie protejată (sit de importanță comunitară — SCI, arie de protecție specială avifaunistică — SPA) din Spania întinsă pe o suprafață de 2.239,13 ha, integral marine.

## Localizare
Centrul sitului L'Almadrava este situat la coordonatele 38°52′38″N 0°03′46″E / 38.8771°N 0.0629°E.

## Înființare
Situl L'Almadrava a fost declarat arie de protecție specială avifaunistică în iunie 2009 pentru a proteja 6 specii de animale. Situl a fost protejat și ca sit de importanță comunitară în iulie 2001.

## Biodiversitate
Situată în ecoregiunile marină mediteraneană și mediteraneană, aria protejată conține 1 habitat natural: Straturi cu Posidonia (Posidonion oceanicae).
La baza desemnării sitului se află mai multe specii protejate de  păsări (6): Calonectris diomedea, Hydrobates pelagicus, Larus audouinii, Phalacrocorax aristotelis desmarestii, Puffinus mauretanicus, chiră de mare (Thalasseus sandvicensis).
Pe lângă speciile protejate, pe teritoriul sitului au mai fost identificate 1 specie de nevertebrate.